# Let's! TV プレイ
Let's! TV プレイ（レッツ ティーブイ プレイ）とは、バンダイのテレビゲーム機のシリーズ。ハード・ソフトウェア一体型の体感ゲームとなっている。2007年に一部商品の電源コードに不具合が見つかって回収する騒動があった。同種の体感ゲームとしてエポック社の体感ゲームシリーズなどがある。
エポック社の『体感ゲームシリーズ』と同様、ほとんどの作品のLSIに新世代株式会社のXaviXチップを使用していて、同一の専用ACアダプターを用いるが、2007年11月発売の『ドラゴンボールZ スカウターバトル体感かめはめ波〜おらとおめぇとスカウター〜』および2008年11月発売の『バトル体感ゴムゴムのかめはめ波〜おめぇの声でおらを呼ぶ〜』では株式会社コトのZEVIOを採用しており、3Dグラフィック性能が向上している。

## ゲーム機タイトル一覧
- 2004年Let’s!TVプレイ 体感格闘ワンピースパンチバトル〜海賊王にキミがなる〜
- 2005年Let’s!TVプレイ 闘印奥義 陰陽大戦記　目指せ最強闘神士
- 2005年 Let's! TV プレイ 魔法戦隊マジレンジャー マジマットでダンス&バトル
- 2005年 Let's! TV プレイ 音撃バトル!仮面ライダー響鬼 決めろ!一気火勢の型
- 2005年 Let's!TVプレイ ふたりはプリキュアMaxHeart マットでダンス MaxHeartにおどっちゃおう
- 2005年 Let's! TV プレイ ドラゴンボールZ バトル体感かめはめ波〜おめぇとフュージョン〜
- 2006年6月 Let's! TV プレイ なりきりファイト ウルトラマン 撃て!必殺光線!!
- 2006年7月 Let's! TV プレイ なりきり体感ボウケンジャー 走れ!撃て!ミッションスタート!!
- 2006年8月 Let's! TV プレイ 体感キャストオフ 仮面ライダーカブト クロックアップ＆ライダーキック!!
- 2006年9月 Let's! TV プレイ ケロロ軍曹 ケロロ小隊大パニック!!ドタバタ大決戦であります
- 2006年9月 Let’s! TVプレイ 超にんきスポット! ころがしほーだい たまごっちりぞーと
- 2006年9月 Let’s! TVプレイ ふしぎ星の☆ふたご姫Gyu! ドレスチェンジでキュートにダンス
- 2006年 Let's! TV プレイ ドラゴンボールZ バトル体感かめはめ波2〜オッスおめぇ悟空 天下一武道会〜
- 2006年 Let's! TV プレイ NARUTO -ナルト- 忍者体感 -だってばよ!-
- 2006年 Let's! TV プレイ 脳と体を鍛える 体感頭脳ファミリーマットレ
- 2007年 Let's! TV プレイ デジタルモンスター バトルジャンクション
- 2007年 Let’s!TVプレイ カードでパワーUP! たまごっちスクール選手権
- 2007年 Let's! TV プレイ 体感体得 結界師 方囲!定礎!結!滅!
- 2007年 Let's! TV プレイ ゲキワザ習得 ゲキレンジャー スーパーゲキレンジャーへの道
- 2007年 Let's! TV プレイ ディズニーキャラクターズ オト!イロ!トントン!ミラクルパレード
- 2007年 Let's! TV プレイ ドラゴンボールZ スカウターバトル体感かめはめ波 〜おらとおめぇとスカウター〜
- 2007年 Let's! TV プレイ 体感大怪獣バトル あやつれ!ウルトラ大怪獣!
- 2007年 Let's! TV プレイ 影発動体感! ブルードラゴン 極めろ!ファイヤークライシス!
- 2008年11月 Let's! TV プレイ バトル体感ゴムゴムのかめはめ波〜おめぇの声でおらを呼ぶ〜